# ماثيو إس. كولير
ماثيو إس. كولير (بالإنجليزية: Matthew S. Collier)‏ هو سياسي أمريكي، ولد في 15 نوفمبر 1957. حزبياً، نشط في الحزب الديمقراطي.